# Amtsgericht Battenberg
Das Amtsgericht Battenberg war von 1867 bis 1947 als Amtsgericht ein erstinstanzliches Gericht der ordentlichen Gerichtsbarkeit mit Sitz in Battenberg. Als unselbständige Zweigstelle bestand es bis 1970.

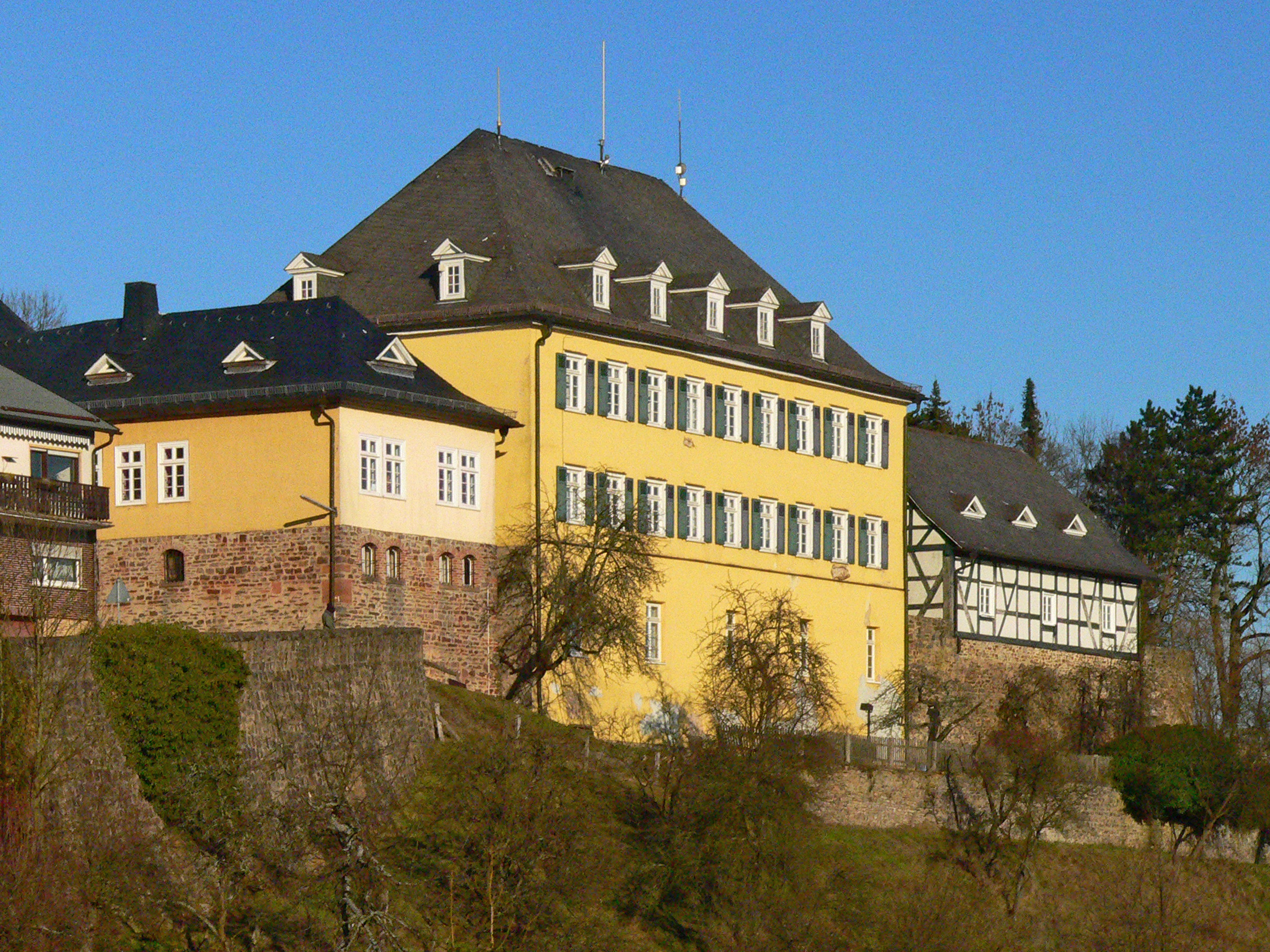
Die „Neuburg“, ehemaliges Amtsgerichtsgebäude

## Vorgeschichte
Nach dem verlorenen Krieg von 1866 musste das Großherzogtum Hessen mit dem Friedensvertrag vom 3. September 1866 Gebietsteile an Preußen abtreten, wie es auch für das Fürstentum Waldeck-Pyrmont geregelt wurde. Dazu gehörte auch das Hessische Hinterland (der „Kreis Biedenkopf“) mit dem Bezirk des Landgerichts Battenberg.
Im Juni 1867 passte Preußen dann in den übernommenen Gebieten die Gerichtsorganisation an die eigene Struktur an: Die bisherigen Landgerichte wurden aufgehoben und durch Amtsgerichte ersetzt.

## Geschichte
Zum 1. September 1867 nahm das Amtsgericht Battenberg die Arbeit auf. Es war mit einem Amtsrichter ausgestattet, ihm übergeordnet das Kreisgericht Dillenburg.
In Folge der durch das Gerichtsverfassungsgesetz von 1878 ausgelösten Umorganisation wechselte das Amtsgericht Battenberg mit Wirkung zum 1. Oktober 1879 in den Bezirk des neu errichteten Landgerichts Marburg.
Am 15. Juni 1947 verlor das Amtsgericht Battenberg seine Selbständigkeit und wurde zur Zweigstelle des Amtsgerichts Frankenberg (Eder).  Am 1. Juli 1970 wurde auch diese Zweigstelle aufgehoben.

## Das Gerichtsgebäude
1732 erbaute Oberforstmeister Carl Johann Philipp Loener von Laurenburg in Battenberg die „Neuburg“. Das Schloss diente bis 1768 als Jagdschloss des Landgrafen Ludwig VIII. Danach wurde es als Amtshaus und Forstamt genutzt, von 1835 bis 1970 auch als Gerichtsgebäude. Seit 1971 nutzt die Stadtverwaltung das Schloss und das 1863 daneben erstellte ehemalige Gerichtsgebäude. Die Anlage ist ein Kulturdenkmal aufgrund des Hessischen Denkmalschutzgesetzes.

## Richter
Folgende Richter wirkten am Gericht:
- 1867–1870: Amtsrichter Heinrich Hohenstein
- 1870–1873: Amtsrichter Karl Müller
- 1873–1873: Amtsrichter Dilthey
- 1873–1875: Amtsrichter Schellenberg
- 1875–1879: Oberamtsrichter Hohenstein
- 1879–1886: Amtsrichter Türck
- 1886–1889: Amtsgerichtsrat Hohenstein
- 1889–1901: Amtsrichter Türck
- 1902–1906: Amtsrichter Plitt
- 1906–1935: Amtsrichter Nöll
- 1935–1942: Amtsrichter Ernst Wolff